# اوچبلاغ
اوچبلاغ در تلفظ اوشبیلاغ یکی از روستاهای بخش شادیان شهرستان چاراویماق استان آذربایجانشرقی میباشد.این روستا ۲۹ نفر جمعیت دارد.